# Пауър
Окръг Пауър (на английски: Power County) е окръг в щата Айдахо, Съединени американски щати. Площ 3736 km² (1,72% от площта на щата, 21-во място). Население – 7600 души (2017), 0,5% от населението на щата, гъстота 2,0 души/km². Административен център град Американ Фолс.
Окръгът е разположен в южната част на щата. На запад и северозапад граничи с окръг Блейн, на север – с окръг Бингам, на изток – с окръг Банок, на юг – с окръг Оунайда, на югозапад – с окръг Каша. Северния сектор на окръга попада в средната част на обширната планинска равнина на река Снейк с надморска височина 1300 – 1800 m. В южната част успоредно един на друг са разположени три меридионални хребета с две сухи долини между тях. На запад по границата с окръг Каша е хребета Сублет (връх Хартли 7456 f, 2272 m), в средата – безименен хребет (връх Банок 8263 f, 2518 m), а на изток, по границата с окръг Банок – хребета Банок (връх Рок Нол 7268 f, 2215 m). През средата на окръга, от североизток на югозапад протича част от горното течение на река Снейк (ляв приток на Колумбия), на която е изграден големият язовир „Американ Фолс“, който почти изцяло попада на териториятана окръга. От ляво в него се влива пресъхващата река Банок Крийк, протичаща в източната суха долина.
Най-голям град в окръга е административният център Американ Фолс 4457 души (2010 г.), в който живее повече от половината от населението на окръга.
През окръга преминават участъци от 1 междущатска магистрала и 1 междущатско шосе:
- Междущатска магистрала  – 41 мили (66 km), от югозапад на североизток, в т.ч. покрай административния център Американ Фолс;
- Междущатско шосе  – 41 мили (66 km), от югозапад на североизток, в т.ч. покрай административния център Американ Фолс, като изцяло се дублира с Междущатска магистрала .

Окръгът е основан на 30 януари 1913 г. и е наименуван Пауър (на английски: power – „енергия“| по името на изградената ВЕЦ в основата на стената на язовира „Американ Фолс“, произвеждаща електрическа енергия.